# 한별동
한별동은 세종특별자치시에 설치된 법정동이다. 행정중심복합도시 6-2 생활권에 해당한다. 

## 연혁
- 2012년 7월 1일: 세종특별자치시 출범 및 연기면 한별리 신설
- 2022년 7월 1일: 법정동으로 전환

## 교육
- 한별동에는 현재 유치원 3곳. 초등학교 2곳, 중학교 1곳, 고등학교 1곳의 예정부지가 있다.

## 같이 보기
- 세종특별자치시
- 연기면
- 세종동
- 누리동
- 산울동
- 해밀동